# 川上村 (長野県)
川上村（かわかみむら）は、長野県南佐久郡の村。

## 概要
千曲川の最上流部に位置する。長野県内で唯一、埼玉県と県境を接する自治体。村の一部は秩父多摩甲斐国立公園に指定されている。
日本有数のレタス産地であり、村内の就業者の6割が第一次産業にかかわっている。

## 地理

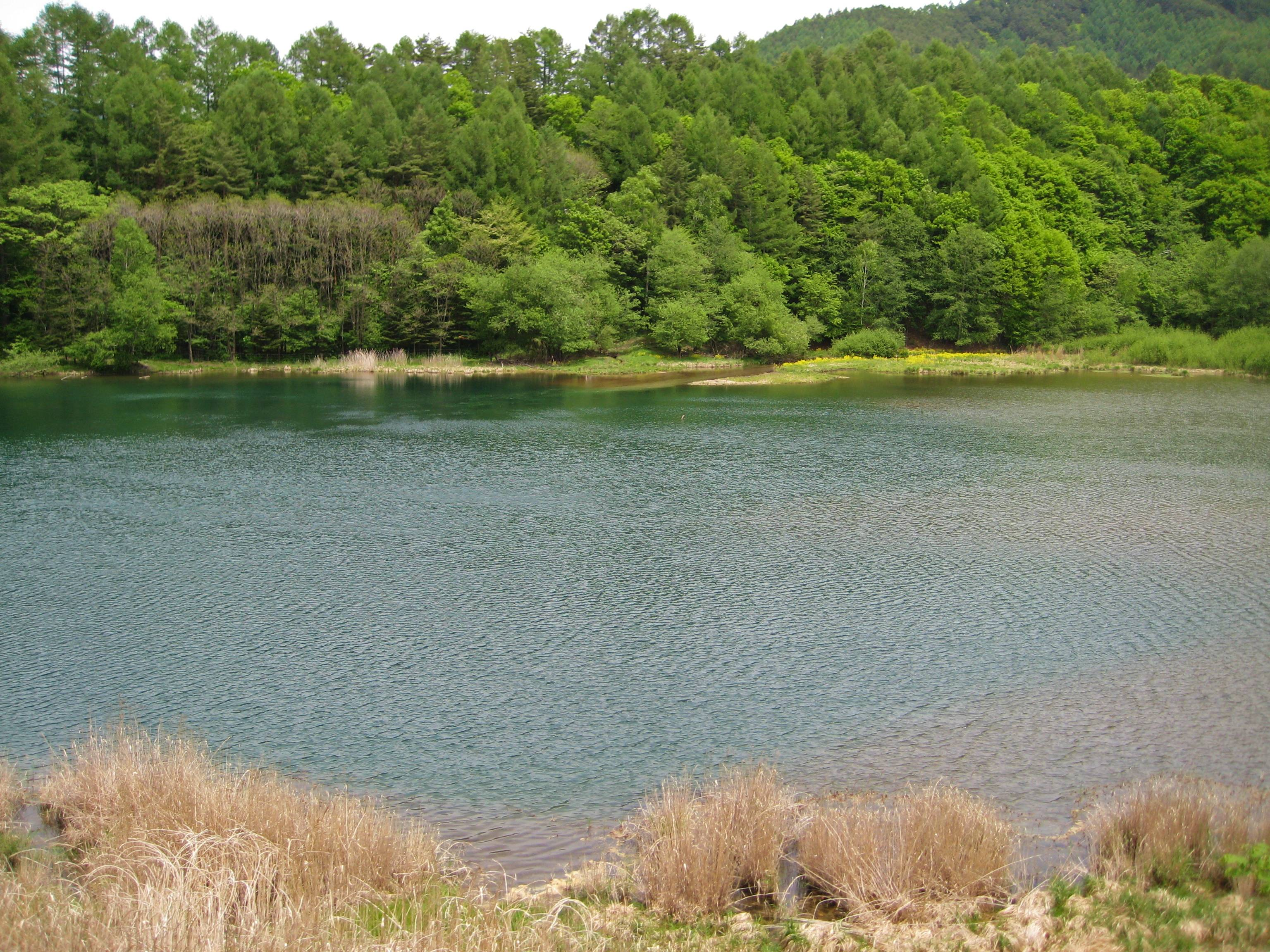
梓湖

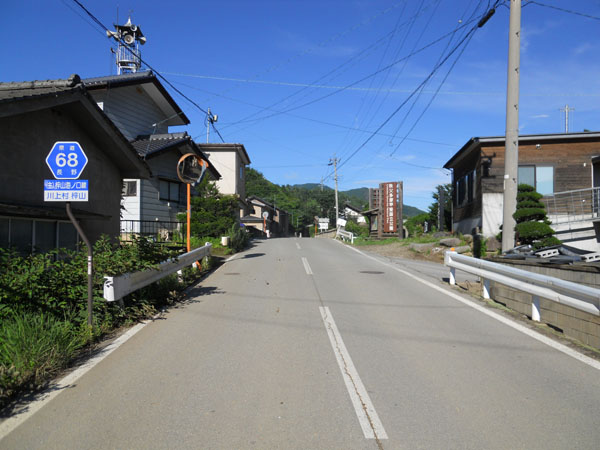
川上村中心部の梓山

### 位置
村域の東部および南部は奥秩父山塊の主脈に属し、西部は八ヶ岳の広大な裾野（野辺山高原）の一部、北部は奥秩父山塊の支脈が南牧村、南相木村との村境となるなど、村域全体が1,000mを超える山岳部の高冷地に位置する。また、川上村役場は標高1,185mに位置し、これは役場や役所の所在地としては日本で最も標高の高い場所に位置するものである。
日本最長の河川である千曲川（信濃川）は甲武信ヶ岳山頂直下2250m付近の森林地帯に、梓川としてその源流を発する。

### 地形

#### 山地
主な山
- 甲武信ヶ岳
- 金峰山
- 三国山
- 国師ヶ岳
- 小川山
- 女山
- 男山
- 天狗山
- 御陵山
- 大深山

主な峠
- 毛木平
- 大蔵峠
- 臨幸峠
- 馬越峠
- 三国峠
- 十文字峠
- 大弛峠
- 信州峠

#### 河川
主な川
- 千曲川
  - 千曲川支流：所並川、梓川、秋山沢、金峰山川、小川、前川、黒沢川、板橋川

#### 湖沼
主な湖
- 梓湖（ダム湖）
- あちばけ湖（人造湖）

### 気候
標高が高いために極めて寒冷で、ケッペンの気候区分では亜寒帯湿潤気候に属する。冬季から春季にかけてしばしば氷点下15度を下回る。夏季も冷涼であり、8月の日平均気温は19.5℃と、札幌市の20.5℃よりも低い。
降水は夏季の前後、梅雨と秋雨の時期にまとまってあるほかは全般に少なく、日照時間も長い。
秋山
東経138度39.0分、北緯35度57.8分、標高1285メートル
| 川上村(秋山)の気候       | 川上村(秋山)の気候 | 川上村(秋山)の気候 | 川上村(秋山)の気候 | 川上村(秋山)の気候 | 川上村(秋山)の気候 | 川上村(秋山)の気候 | 川上村(秋山)の気候 | 川上村(秋山)の気候 | 川上村(秋山)の気候 | 川上村(秋山)の気候 | 川上村(秋山)の気候 | 川上村(秋山)の気候 | 川上村(秋山)の気候 |
| 月                       | 1月                | 2月                | 3月                | 4月                | 5月                | 6月                | 7月                | 8月                | 9月                | 10月               | 11月               | 12月               | 年                 |
| ------------------------ | ------------------ | ------------------ | ------------------ | ------------------ | ------------------ | ------------------ | ------------------ | ------------------ | ------------------ | ------------------ | ------------------ | ------------------ | ------------------ |
| 最高気温記録 °C （°F）   | 14.1 (57.4)        | 16.5 (61.7)        | 23.0 (73.4)        | 28.2 (82.8)        | 29.6 (85.3)        | 29.1 (84.4)        | 31.4 (88.5)        | 33.0 (91.4)        | 31.7 (89.1)        | 26.8 (80.2)        | 22.8 (73)          | 17.0 (62.6)        | 33.0 (91.4)        |
| 平均最高気温 °C （°F）   | 2.0 (35.6)         | 4.4 (39.9)         | 7.9 (46.2)         | 15.0 (59)          | 18.8 (65.8)        | 22.1 (71.8)        | 25.2 (77.4)        | 26.2 (79.2)        | 22.4 (72.3)        | 16.5 (61.7)        | 12.3 (54.1)        | 5.2 (41.4)         | 14.8 (58.6)        |
| 日平均気温 °C （°F）     | −4.8 (23.4)        | −2.8 (27)          | 0.3 (32.5)         | 6.6 (43.9)         | 11.6 (52.9)        | 15.5 (59.9)        | 19.1 (66.4)        | 19.5 (67.1)        | 15.9 (60.6)        | 9.3 (48.7)         | 4.1 (39.4)         | −1.6 (29.1)        | 7.7 (45.9)         |
| 平均最低気温 °C （°F）   | −10.9 (12.4)       | −9.2 (15.4)        | −6.1 (21)          | −0.4 (31.3)        | 5.5 (41.9)         | 9.9 (49.8)         | 14.3 (57.7)        | 14.4 (57.9)        | 11.0 (51.8)        | 3.9 (39)           | −1.6 (29.1)        | −7.1 (19.2)        | 2.0 (35.6)         |
| 最低気温記録 °C （°F）   | −18.1 (−0.6)       | −17.7 (0.1)        | −16.1 (3)          | −9.3 (15.3)        | −3.7 (25.3)        | 1.8 (35.2)         | 6.6 (43.9)         | 6.2 (43.2)         | 0.2 (32.4)         | −4.8 (23.4)        | −9.4 (15.1)        | −18.7 (−1.7)       | −18.7 (−1.7)       |
| 降水量 mm （inch）       | 21.2 (0.835)       | 29.9 (1.177)       | 52.6 (2.071)       | 50.7 (1.996)       | 72.4 (2.85)        | 91.4 (3.598)       | 147.3 (5.799)      | 104.6 (4.118)      | 147.0 (5.787)      | 130.3 (5.13)       | 46.7 (1.839)       | 35.9 (1.413)       | 929.8 (36.606)     |
| 平均降水日数 （≥1.0 mm） | 2.5                | 4.9                | 6.2                | 6.8                | 7.8                | 8.1                | 11.7               | 7.9                | 7.2                | 7.5                | 5.1                | 4.0                | 79.7               |
| 平均月間日照時間         | 163.9              | 158.9              | 180.2              | 182.8              | 186.8              | 144.1              | 147.4              | 185.6              | 141.2              | 141.6              | 150.6              | 147.2              | 1,930.3            |
| 平均日照時間             | 5.3                | 5.6                | 5.8                | 6.1                | 6.0                | 4.8                | 4.8                | 6.0                | 4.7                | 4.6                | 5.0                | 4.7                | 5.3                |
| 出典：                   |                    |                    |                    |                    |                    |                    |                    |                    |                    |                    |                    |                    |                    |

### 人口
年齢別人口構成
| |                                        |  |
| 川上村と全国の年齢別人口分布（2005年） | 川上村の年齢・男女別人口分布（2005年） |  |
| ■紫色 ― 川上村 ■緑色 ― 日本全国 | ■青色 ― 男性 ■赤色 ― 女性              |  |
| 川上村（に相当する地域）の人口の推移 \| 1970年（昭和45年） \| 4,739人 \| \| \| 1975年（昭和50年） \| 4,686人 \| \| \| 1980年（昭和55年） \| 4,632人 \| \| \| 1985年（昭和60年） \| 4,711人 \| \| \| 1990年（平成2年） \| 4,722人 \| \| \| 1995年（平成7年） \| 4,957人 \| \| \| 2000年（平成12年） \| 4,908人 \| \| \| 2005年（平成17年） \| 4,759人 \| \| \| 2010年（平成22年） \| 4,972人 \| \| \| 2015年（平成27年） \| 4,607人 \| \| \| 2020年（令和2年） \| 4,344人 \| \| |                                        |  |
| 総務省統計局 国勢調査より |                                        |  |
| 1970年（昭和45年） | 4,739人                                |  |
| 1975年（昭和50年） | 4,686人                                |  |
| 1980年（昭和55年） | 4,632人                                |  |
| 1985年（昭和60年） | 4,711人                                |  |
| 1990年（平成2年） | 4,722人                                |  |
| 1995年（平成7年） | 4,957人                                |  |
| 2000年（平成12年） | 4,908人                                |  |
| 2005年（平成17年） | 4,759人                                |  |
| 2010年（平成22年） | 4,972人                                |  |
| 2015年（平成27年） | 4,607人                                |  |
| 2020年（令和2年） | 4,344人                                |  |

### 隣接自治体
長野県
- 南佐久郡：南牧村
- 南佐久郡：南相木村

山梨県
- 北杜市
- 甲府市
- 山梨市

埼玉県
- 秩父市

群馬県
- 上野村

## 歴史

### 先史
八ヶ岳山麓や中央高地は縄文時代の遺跡が数多く分布する地域で、村域にも後期旧石器時代から縄文時代にかけての遺跡が分布する。
村域には馬場平遺跡や大深山遺跡があり、大深山遺跡は日本で一番標高の高い場所に立地する集落遺跡として知られる。弥生時代の遺跡は少ない。

### 古代
古墳時代から奈良時代のものとされる遺跡は現在認められていないが、平安時代の遺跡は確認されている。

### 中世
平安後期の保元の乱に縁のある伝説が伝えられている。
戦国時代に信濃は甲斐国の武田氏の領国となり、武田領国においては甲斐本国の黒川金山（山梨県甲州市）をはじめ金鉱山の開発が行われているが、川上村でも梓久保金山遺跡において金鉱山の採掘・精錬用具や金粒付着土器が出土しており、金の採掘や精錬作業が行われていたと考えられている。

### 近世
近世に信濃国では小藩が分立するが、当村域は幕府直轄領（御影陣屋支配）として八か村が成立する。

### 沿革
明治

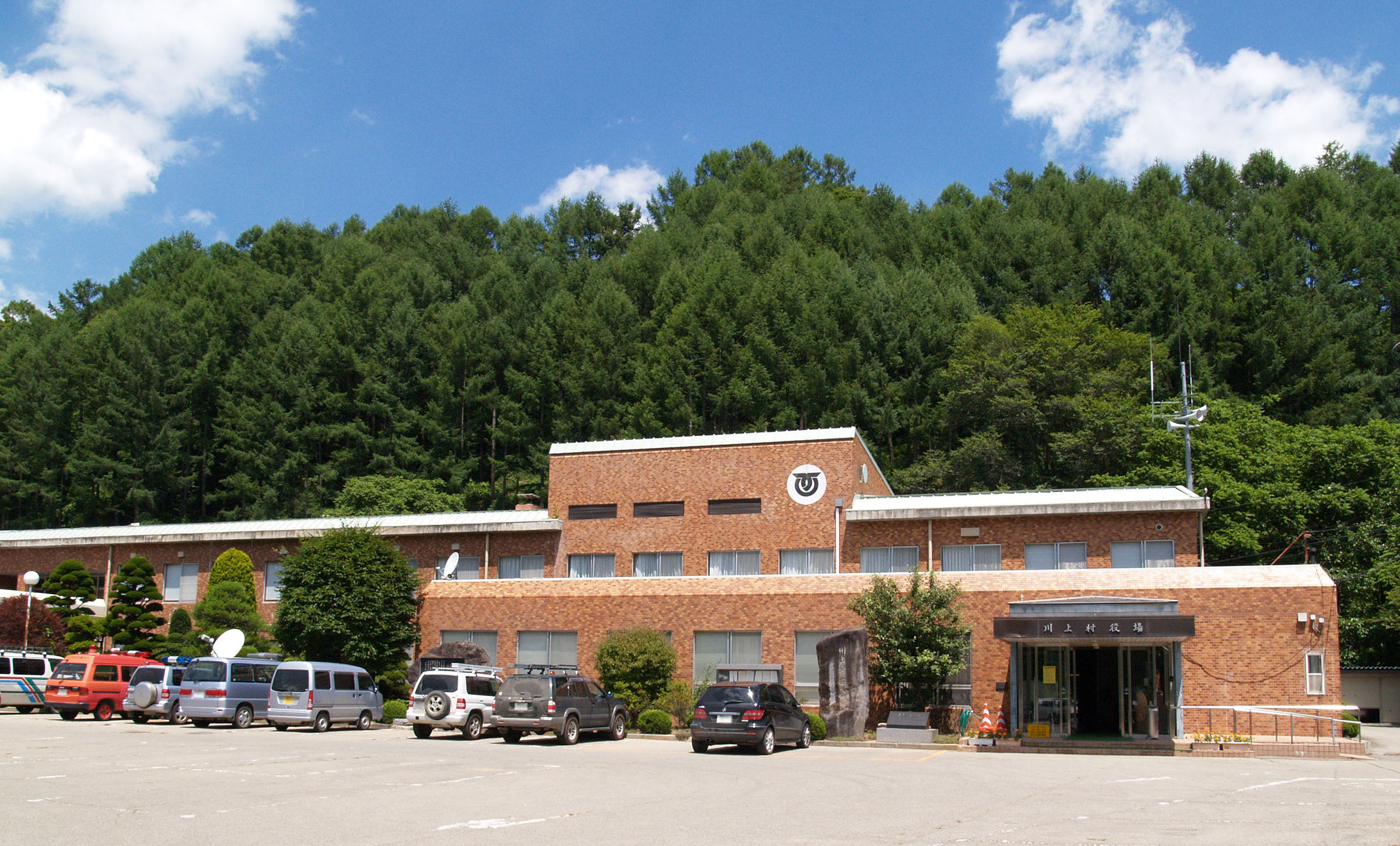
旧川上村役場

- 1889年（明治22年）4月1日 - 町村制の施行により、居倉村、原村、御所平村、大深山村、秋山村、梓山村、川端下村の区域および大明村の区域の内、樋沢の区域をもって、川上村が発足する。現在に至る。

昭和
- 1988年（昭和63年）2月20日 - 村民憲章制定[2][注 1]。

令和
- 2023年（令和5年）5月8日 - 村役場新庁舎および交流防災センターが完成し業務開始[3]。

## 行政

### 村長
- 村長：由井明彦（2020年2月27日就任 1期目）

## 議会

### 村議会
- 議長：渡邉 光
- 定数：10人
- 任期：2019年5月1日 - 2023年4月30日

### 長野県議会（南佐久郡選挙区）
- 定数：1人
- 任期：2019年（平成31年）4月30日 － 2023年（令和5年）4月29日
- 依田明善（無所属）

### 衆議院
- 選挙区：長野3区（上田市、小諸市、佐久市、千曲市、東御市、南佐久郡、北佐久郡、小県郡、埴科郡）
- 任期：2021年10月31日 - 2025年10月30日
- 投票日：2021年10月31日
- 当日有権者数：399,168人
- 投票率：59.32％

| 当落 | 候補者名 | 年齢 | 所属党派                            | 新旧別 | 得票数    | 重複 |
| ---- | -------- | ---- | ----------------------------------- | ------ | --------- | ---- |
| 当   | 井出庸生 | 43   | 自由民主党                          | 前     | 120,023票 | ○    |
| 比当 | 神津健   | 44   | 立憲民主党                          | 新     | 109,179票 | ○    |
|      | 池高生   | 53   | NHKと裁判してる党弁護士法72条違反で | 新     | 3,722票   | ○    |

## 公共機関

### 警察
- 長野県佐久警察署
  - 川上村警察官駐在所

### 消防
- 佐久広域連合消防本部
  - 南部消防署川上分遣署（川上村原306-1）

### 図書館
主な図書館
- 川上村文化センター図書館

## 経済

### 第一次産業

#### 農業
現在は、日本有数のレタス産地として知られ、一戸あたりの平均年収（正確には年商）は2,500万円を越える。
夏が短い高冷地での野菜栽培は、夏季集中型を取らざるを得ないため、未明から深夜までの長時間農作業が必要となる。
以前から日本各地の学生アルバイトを季節労働で募集して労働力を補っていたが、近年は外国人研修制度を利用して中国人やフィリピン人などの外国人が農作業を支えているが、農家側が外国人研修生に国籍毎に違う色の帽子を着用させるなど、人権侵害も指摘されている。川上村で起きた人権侵害については、日弁連や人権団体からの勧告を川上村の農業協同組合は受けている。詳しくは　技能実習制度の問題点を参照。
農業協同組合
- 長野八ヶ岳農業協同組合川上支所（JA長野八ヶ岳）
- 川上そ菜販売農業協同組合（JA川上そ菜販売）

### 外国人技能実習生への人権蹂躙
2012年（平成24年）に中国人研修生からとされる投書を基に、日本弁護士連合会が調査を行った結果、長時間労働、過少な残業代、罰金制度、不衛生で過密な寄宿舎、外部との連絡の遮断、実習生識別用の紅白帽の着用強制等々による人権蹂躙があったとして改善を勧告。
2014年（平成26年）6月には、アメリカ合衆国連邦政府も日本国政府に対して名指しで改善を求めた。
さらに、2014年9月には東京入国管理局から5年間の研修生の受け入れ停止処分を受け、技能実習生の受け入れを行っていた川上村農林業振興事業協同組合（理事長:由井久）は11月に解散を決定。

#### 林業
第二次世界大戦後は、カラマツの苗木の栽培が盛んに行われたことがあり、全国各地に植林用として出荷された。

#### 本社機能を置く企業
- ナナーズ

## 情報・通信

### マスメディア

#### 中継局
- 川上中継局

## 教育

### 中学校
村立
- 川上村立川上中学校

### 小学校
村立
- 川上村立川上第一小学校
- 川上村立川上第二小学校

## 交通

### 鉄道

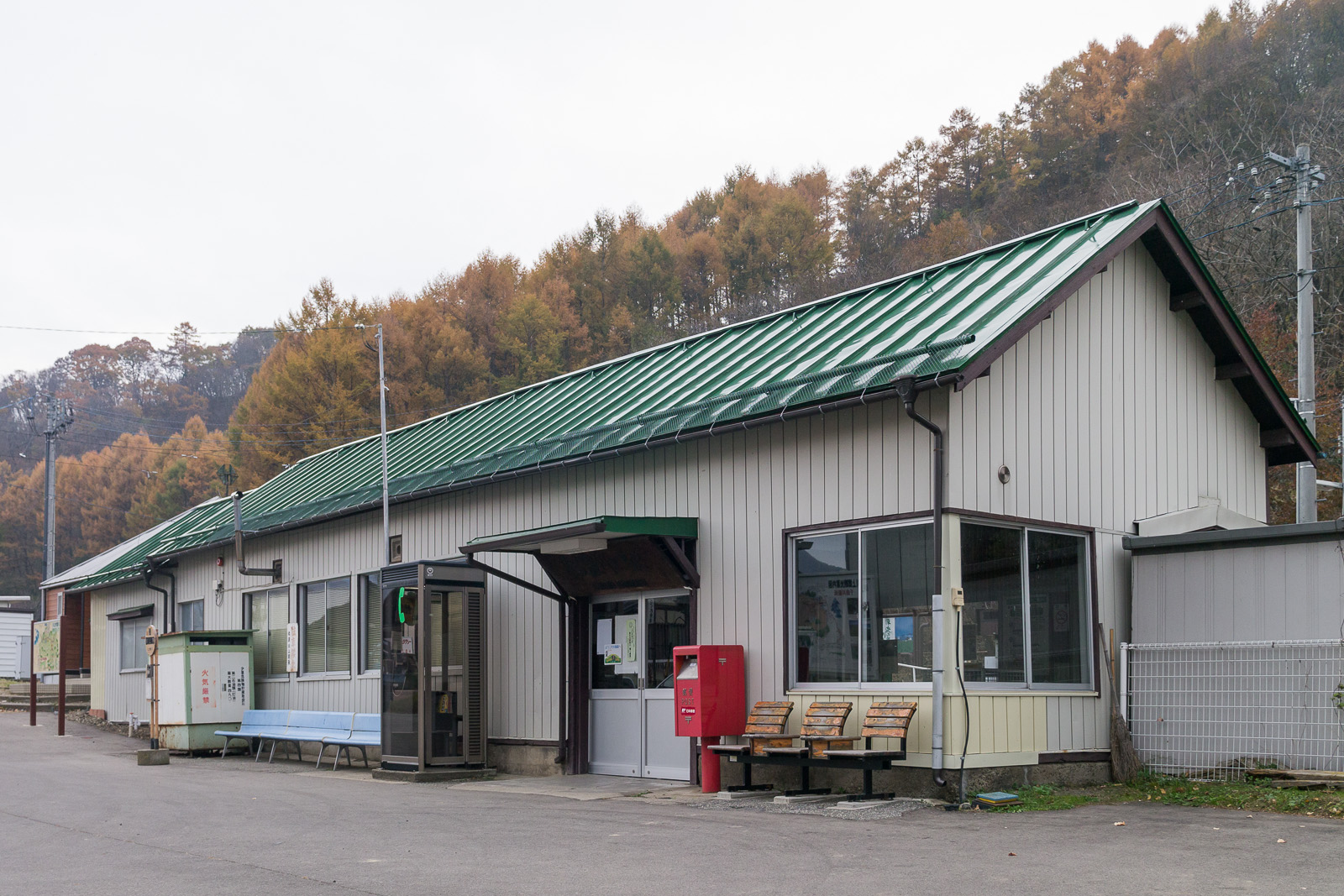
信濃川上駅

東日本旅客鉄道（JR東日本）
- 小海線：- 信濃川上駅 -

### バス
- 川上村営バス

### 道路

#### 国道
国道は通過していない。最寄の国道は国道141号（南牧村ほかを通過）。

#### 県道
- 長野県道2号川上佐久線
- 長野県道68号梓山海ノ口線

## 文化・名物

### 祭事・催事
- お方ぶち（原地区）
- どんどん焼き（かんがり、かんがりや）
- 道祖神（秋山地区）
- どんどん火（梓山地区）
- とおかんや（川端下地区）

## 観光

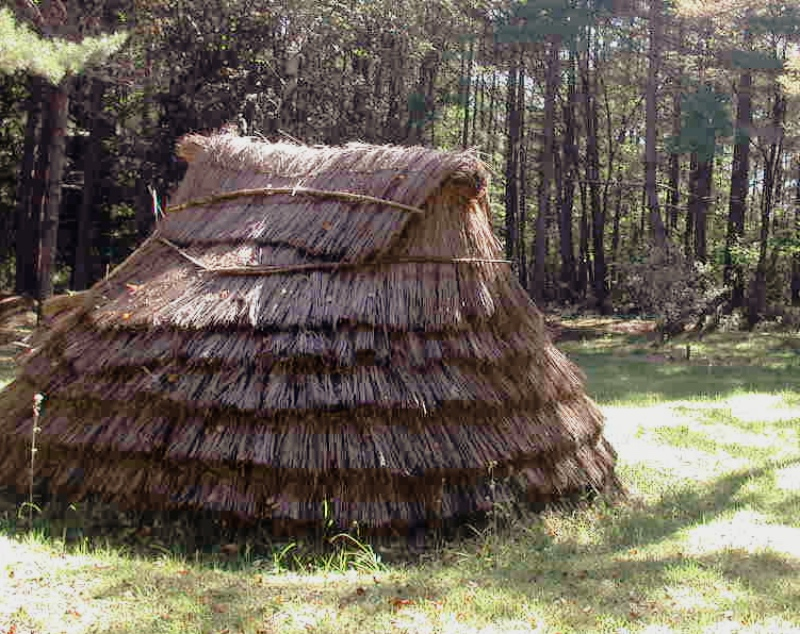
大深山遺跡

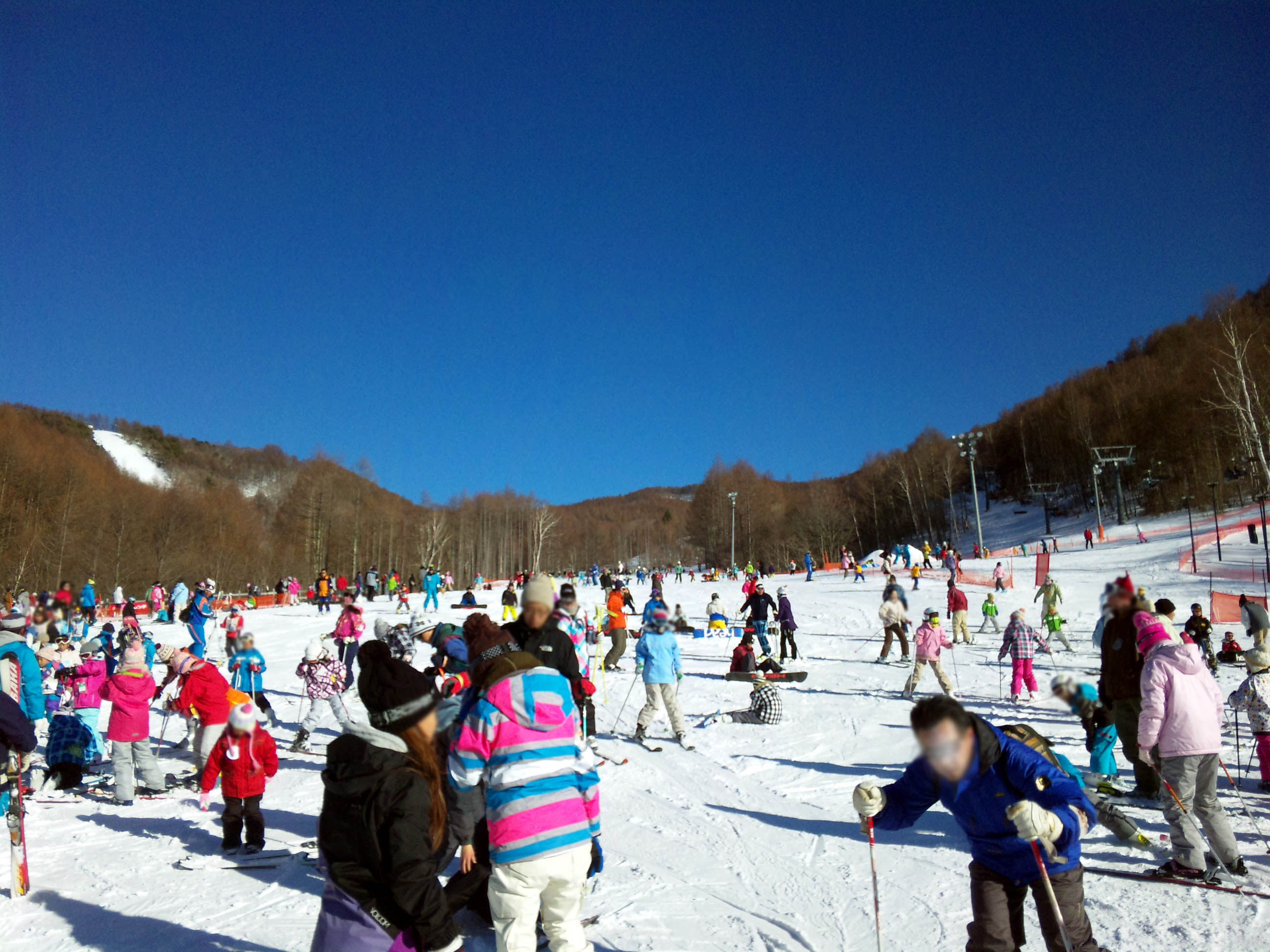
シャトレーゼスキーリゾート八ヶ岳

### 天然記念物
長野県天然記念物 川上犬

### 名所・旧跡
史跡（国指定）
- 大深山遺跡

重要遺跡
- 馬場平遺跡

村指定史跡
- 柏垂遺跡
- 金峰山修験道

### 観光スポット
日本百名山
- 甲武信ヶ岳
- 金峰山

スキー場
- シャトレーゼスキーリゾート八ヶ岳

自然
- 千曲川源流
- 金峰ふれあいの森・廻り目平キャンプ場
- 小川山

### その他
外部自治体の保養所など
- 東京都
  - 町田市自然休暇村（秋山）
  - 武蔵野市立自然の村（川端下）
  - 三鷹市川上郷自然の村（原）
- 埼玉県
  - 蕨市信濃わらび山荘（原）

## 著名な出身者
- AAAMYYY（シンガーソングライター、バンド・Tempalayのコーラス・シンセサイザー）
- 大林昌仁（スピードスケート選手）
- 竹内茂代（医師、衆議院議員、日本国内初の女性国会議員の一人）
- 藤原忠彦（元川上村長、元全国町村会長）
- 油井亀美也（宇宙航空研究開発機構（JAXA）第31期宇宙飛行士訓練生）
- 中嶋敬春（スピードスケート選手）

## 川上村を舞台とした作品
- 千曲川のスケッチ - 島崎藤村の写生文。「川上八か村」の記載が見られる。
- 眼の壁 - 松本清張の小説。横尾山北麓が重要な舞台となっている。